# Lars Kuckherm
Lars Kuckherm (* 15. Februar 1993 in Münster) ist ein deutscher Poolbillardspieler und vierfacher Deutscher Meister im Einzel.

## Karriere
Bei der Jugend-EM wurde Lars Kuckherm 2008 mit der deutschen Schüler-Mannschaft Europameister und 2009 Junioren-Europameister mit der Mannschaft sowie Vize-Europameister im 9-Ball der Schüler. 2011 wurde Kuckherm bei den Junioren, jeweils im Finale gegen Wojciech Szewczyk, 8-Ball-Europameister und Vize-Europameister im 9-Ball. Zudem gewann er Bronze im 14/1 endlos und mit der deutschen Junioren-Mannschaft. Im April 2011 gewann Kuckherm die Wuppertal Open im Finale gegen Andreas Roschkowsky. Bei der Junioren 9-Ball Weltmeisterschaft im September 2011 im polnischen Kielce belegte er den 5. Platz. Im November desselben Jahres wurde er Dritter bei den Delfshaven 9-Ball Open in Rotterdam. Bei den Longoni Benelux Open 2012 im belgischen Leuven erreichte Kuckherm den fünften Platz.
Im August 2013 erreichte er erstmals die Finalrunde eines Euro-Tour-Turniers. Im Viertelfinale der Bosnia & Herzegovina Open unterlag er jedoch dem Franzosen Stephan Cohen. Wenige Tage später wurde Kuckherm Fünfter bei den Hangelar Open in Sankt Augustin. Im August 2014 wurde Kuckherm Dritter bei den Longoni Benelux Open in Rotterdam. Im September erreichte er bei der Deutschen Meisterschaft im 8-Ball das Viertelfinale und schied dort gegen Gregor Hermann aus. Seinen größten Turniersieg errang er im Juni 2019 mit dem Gewinn der 10. Berlin Masters im Multiball im Finale gegen Wojciech Szewczyk. Im September 2019 belegte er den zweiten Platz beim Players Cup in Pinneberg. Mit dem BC Oberhausen wurde Kuckherm bislang sechsmal Deutscher Meister und im November 2019 wurde er sowohl Deutscher Meister im Einzel im 9-Ball mit einem Finalsieg gegen Sebastian Staab als auch Deutscher Meister im 10-Ball gegen Sebastian Ludwig. Bei den Reelive Open im 10-Ball in Bremen im September 2021 belegte Kuckherm den 3. Platz. Im November 2021 gewann er mit der deutschen Poolbillard-Nationalmannschaft die Bronzemedaille im Teamwettbewerb bei der Europameisterschaft in Antalya in der Türkei. Im Dezember 2021 wurde Kuckherm Dritter bei den Reelive Bremen Open, wo er im Halbfinale gegen den Schweizer Michael Schneider verlor. Im November 2022 gewann Kuckherm die deutsche Meisterschaft im 14/1 endlos mit einem Finalsieg gegen Tobias Hoiss. Zudem gewann er bei dieser deutschen Meisterschaft die Silbermedaille im 10-Ball und die Bronzemedaille im 8-Ball.
Seinen größten sportlichen Erfolg verbuchte er im Februar 2023 im polnischen Kielce mit einem 17. Platz bei der 9-Ball Weltmeisterschaft. Durch diesen Erfolg erreichte Kuckherm mit Platz 82 erstmals die Top 100 der Nineball Weltrangliste.
Bei der Europameisterschaft im finnischen Tampere im Juni 2023 belegte er den 5. Platz im 8-Ball.
Im November 2023 gewann er die deutsche Meisterschaft im 9-Ball durch ein 9:8 gegen Luca Menn in Bad Wildungen. Im 10-Ball gewann er zudem noch eine Bronzemedaille.
Einen seiner größten Turniersiege verbuchte er im Dezember 2023 mit dem Gewinn der Sindelfinger 10-Ball Open durch einen 9:5-Sieg im Finale gegen Ricardo Gutjahr.
Im Juli 2024 gewann er im slowenischen Podcertrek in der Disziplin 14.1 endlos die Bronzemedaille bei der Europameisterschaft.